# Morti nel 1250
| Questa pagina contiene informazioni ricavate automaticamente dalle voci biografiche con l'ausilio del template Bio e di un bot. L'aggiornamento è periodico e automatico e ricostruisce completamente la pagina. Se manca una persona in questa lista, sei pregato di non aggiungerla, ma accertati piuttosto che la sua voce biografica contenga il template Bio e che i dati anagrafici siano correttamente compilati. Se il template Bio manca, inseriscilo tu stesso o, in alternativa, metti l'avviso {{tmp\|Bio}} che ne segnala la mancanza. Se i dati riportati sono sbagliati, correggi direttamente la voce biografica; le modifiche saranno visibili in questa lista entro pochi giorni. Per chiarimenti vedi il progetto biografie. La lista contiene solo le 28 persone che sono citate nell'enciclopedia e per le quali è stato implementato correttamente il template Bio. Pagina aggiornata al 18 ago 2025. |

- 2 febbraio - Erik XI di Svezia, re svedese (n. 1216)
- 8 febbraio - Roberto I d'Artois, conte (n. 1216)
- 6 aprile - Ugo XI di Lusignano, nobile francese (n. 1221)
- 27 maggio - Raniero Capocci, cardinale italiano
- 7 giugno - Wislaw I, sovrano danese
- 11 giugno - Aleide di Schaerbeek, religiosa e mistica fiamminga
- 13 giugno - Donnchadh, conte di Carrick, nobile scozzese (n. 1175)
- 18 giugno - Teresa del Portogallo, regina (n. 1178)
- 3 luglio - Guillaume de Sonnac, militare francese
- 24 luglio - Guglielmo I da Camposampiero, politico italiano
- 9 agosto - Eric IV di Danimarca, re danese (n. 1216)
- 9 agosto - Guillaume de Talliante, cardinale francese
- 21 settembre - Maria di Ponthieu, nobile francese (n. 1199)
- 4 ottobre - Ermanno VI di Baden-Baden
- 19 novembre - Federico da Prata, vescovo cattolico italiano
- 13 dicembre - Federico II di Svevia, sovrano (n. 1194)
- 20 dicembre - Filippa di Champagne, nobile francese
- Alberto V degli Alberti, nobile italiano
- Vardan Aygektsi, scrittore e prete armeno
- Boncompagno da Signa, grammatico, scrittore e filosofo italiano
- Gerbert de Montreuil, scrittore francese (n. 1200)
- Guglielmo di Sabran e Forcalquier, nobile
- Arnolfo di Lovanio, monaco cristiano e poeta belga
- Árni óreiða Magnússon, poeta islandese (n. 1180)
- Giovanni Parenti, francescano italiano
- Romeo di Villanova, politico francese (n. 1170)
- Domenico del Val, santo spagnolo (n. 1243)
- Pietro I di Bretagna, nobile francese